# Annabet Ampofo
Annabet Ampofo is een Belgische actrice en presentatrice van Ghanese afkomst. Ze is bekend van onder andere Thuis en Buck. Van september 2022 tot juni 2025 was ze anker bij Karrewiet.

## Filmografie
- 2020, Campus 12 (Yara)
- 2018-2020, Zie mij graag (Eva)
- 2018-2019, Buck (Mona)
- 2018, Secrets (Nicky)
- 2018, Thuis (Nicky)
- 2015, Terug naar morgen (student)

## Presentatiewerk
- 2022-heden, Karrewiet
- 2016, Vakantiepret
- 2016, Dit is K3!
- 2015-2017, Studio 100 TV